# Frederick Hamlin
Frederick George Hamlin (Barking, Gran Londres, 18 d'abril de 1881 - Surrey, 7 d'abril de 1952) va ser un ciclista britànic que va córrer a primers del segle xx.
El 1908 va prendre part en els Jocs Olímpics de Londres, en què guanyà la medalla de plata en la cursa de tàndem junt a Horace Johnson. També disputà la cursa dels 20 quilòmetres, quedant eliminat en la primera ronda.